# 藤原親房
藤原 親房 （ふじわら の ちかふさ）は、鎌倉時代前期から中期にかけての公卿。藤原北家勧修寺流。参議・藤原親雅の長男。官位は従二位・参議。

## 経歴
後鳥羽朝の文治2年（1186年）叙爵。豊前守、蔵人頭などを歴任し、寛喜2年（1230年）従三位・非参議に叙され、公卿に列する。嘉禎元年（1235年）大蔵卿、参議となる。翌嘉禎2年（1236年）従二位。嘉禎4年（1238年）出家。出家後の消息は不明。

## 官歴
『公卿補任』による
- 文治2年（1186年） 10月11日：叙爵（従五位下）、豊前守。12月15日：遷筑前守
- 建久4年（1193年） 4月14日：遷上総介
- 建久5年（1194年） 正月30日：従五位上
- 建久9年（1198年） 正月20日：遷下野守
- 正治2年（1200年） 3月6日：中宮権大進
- 建仁元年（1201年） 8月19日：右衛門権佐
- 建仁2年（1202年） 11月22日：正五位下
- 元久元年（1204年） 4月12日：転左衛門権佐
- 元久2年（1205年） 3月9日：防鴨川使。7月11日：転兼大進
- 承元元年（1207年） 11月3日：蔵人
- 承元3年（1209年） 4月14日：右少弁
- 承元4年（1210年） 12月12日：止弁
- 建暦元年（1211年） 10月29日：従四位下
- 建保2年（1214年） 正月5日：従四位上
- 建保4年（1216年） 正月5日：正四位下
- 建保6年（1218年） 12月9日：右京大夫
- 寛喜2年（1230年） 閏正月4日：蔵人頭。2月16日：中宮亮。3月14日：従三位、非参議、右京大夫如元
- 寛喜3年（1231年） 正月29日：兼備前権守
- 文暦2年（1235年） 正月23日：大蔵卿。8月30日：参議。11月7日：丹波権守。11月19日：正三位
- 嘉禎2年（1236年） 2月30日：従二位、辞参議
- 嘉禎3年（1237年） 12月25日：辞大蔵卿
- 嘉禎4年（1238年） 5月8日：出家

## 系譜
- 父：藤原親雅
- 母：平信業の娘[1]または藤原定隆の娘[3]
- 妻：法印成清の娘[1][3]
  - 男子：藤原顕雅[1][3]（1206-1281）
- 生母不明の子女
  - 男子：藤原親氏[3]
  - 男子：藤原親嗣[3]
  - 男子：親観[3] - 東寺権僧正
  - 男子：藤原親賢[3]
  - 男子：藤原雅高[1][3]
  - 男子：房円[3] - 園城寺
  - 男子：良親[3]